# طاووسیه
طاوسیه، شهرکی از توابع بخش مرکزی چهارباغ شهرستان چهارباغ در استان البرز ایران است. این روستا با خیابان بندی و تفکیک‌های مهندسی مکان خوبی جهت زندگی آرام را فراهم آورده همچنین امنیت بالآی این شهرک و نیز دسترسی به کلیه امکانات و دسترسی سریع از ۲ جهت اتوبان تهران و کرج و جاده قدیم این منطقه را جزو بِه نام‌ترین مناطق حاشیه تهران رقم زده‌است. طاوسیه میزبان خوبی جهت افرادی بوده که سرمایه‌گذاری را همراه با آرامش و تفریحات سالم تجربه کرده‌اند.

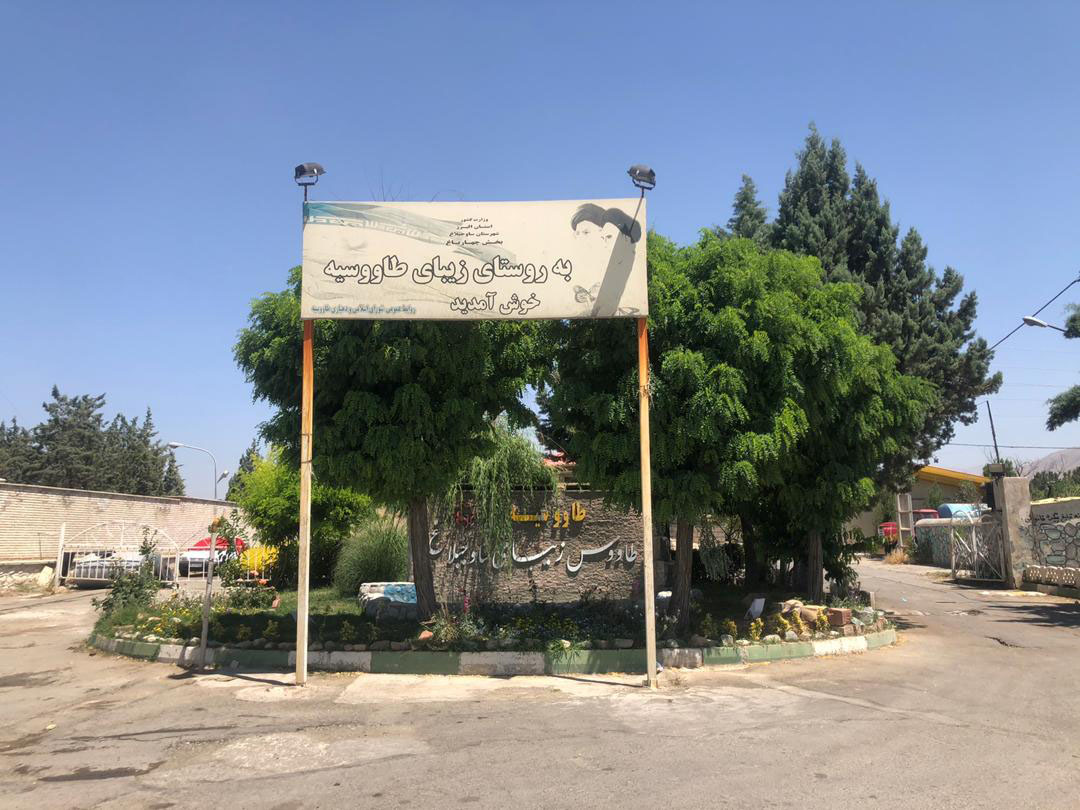

## جمعیت
همگی مهاجر از تهران و کرج که بصورت غیربومی بوده و برای تعطیلات آخر هفته مورد استفاده قرار می گیرد.